# Carinska straža (Avstrija)
Carinska straža (nemško: Zollwache) je bila avstrijska carinsko- dohodarstvena policijska služba oziroma finančna straža za pobiranje carin in dohodastvenih pristojbin in z njimi povezano odkrivanje tihotapljenja ali davčnih utaj. Obstajala je med letoma 1830 in 2004. Služba se je vse do leta 1920 imenovala finančna straža (nemško: Finanzwache, češko: finanční stráž, italijansko: guarda di finanza). Od leta 1830 do leta 1918 je finančna straža delovala tudi na območju Slovenskih dežel. 

## Predhodniki finančne straže
Z nastopom novega veka in povečevanjem trgovanja so se tudi v Habsburški monarhiji pojavile prve službe, ki so bile sorodne sodobnim finančnim stražam. Carinsko-mitninski konjeniki ali iblajtarji so se pojavili že sredi 16. stoletja in so varovali državne meje pred Turki in Tatari, s kurjenjem kresov so skrbeli za opozarjanje pred Turki, obenem pa lovili tihotapce. Iblajtarji še niso bili pravi finančni stražniki, ampak neizobraženi stražniki.
Portaši so bili oborožena carinsko-mitninsko-varnostna služba, ki se je pojavila ob koncu 17. stoletja na zunanjih ogrskih mejah in na meji s Poljsko. Sredi 18. stoletja so mejni carinsko-mitninski nadzor opravljale različne službe. Portaške enote so se razvile v velike nadzorne enote po 1900 nadzornikov ali bankalistov, ki so jim podporo nudili vojaški oddelki s 4.000 vojaki. Ko je Marija Terezija uvedla tridesetinsko carino, se je za različne mejne nadzornike pojavilo tudi ime »mejna milica« (Granitz-Milice). Konec 18. stoletja je zaradi nemirnih časov mejni nadzor prevzela vojska, ki je za potrebe carinsko-bankalnega uporabljala uporabljala odslužene in slabo izobražene vojne veterane, imenovane kordonisti. 

## Prve stražniške službe
Ker kordonisti niso ustrezali potrebam po učinkovitem carinskem nadzoru meje, so 10. oktobra 1930 v monarhiji uvedli mejno stražo (nemško: Grenzwache), ki predstavlja staro obliko finančne straže oziroma carinske straže. Mejna straža ni bila več podrejena vojski, ampak avstrijski dvorni komori. Za potrebe pobiranja dohodarstvenih pristojbin so v notranjosti leta 1835 organizirali še dohodarstveno stražo (nemško: Gefällenwache, češko: důchodková stráž),ki je pri delu pomagala trošarinskim uradom. Tako sta bili oblikovani dve ločeni službi finančne straže.
Čini mejne straže so bili:
- navadni lovec
- višji lovec
- vodja
- komisar

## C.kr.finančna straža (1843-1920)
Da bi odpravili dvotirnost in podvajanje postopkov, so leta 1843 mejno stražo in dohodarstveno stražo združili v enotno c.kr. finančno stražo. Ta služba je z nekaj manjšimi spremembami obstala do konca Avstro-Ogrske in se je ukvarjala s pobiranjem carin, dohodarstvenih pristojbin in s carinsko-policijskim nadzorom meje. Finančna straža je ves čas delovala v okviru dvorne komore, ki se je leta 1848 preimenovala v finančno ministrstvo. Za finančno stražo je bila značilna uniforma s temnozelenim suknjičem in sivimi hlačami z modrim odtenkom (t. i. rusko siva barva), povrhu pa so financarji lahko nosili tudi sive plašče. Uniforma pomorskih financarjev je bila v modri barvi. Leta 1858 je bil organiziran prvi izobraževalni tečaji za finančne stražnike.
Čini finančne straže so bili:
- paznik
- višji paznik
- rešpicient
- višji rešpicient
- komisar I. reda
- komisar II. reda
- višji komisar I. reda
- višji komisar II. reda

## Avstrijska carinska straža (1920-2004)
Leta 1920 je finančna straža razpadla na carinsko stražo in na davčni nadzorni organ. Po priključitvi Gradiščanske Avstriji, je prišlo do madžarsko-avstrijskega oboroženega incidenta, v katerem so madžarski napadalci zajeli 25 pripadnikov carinske straže in 75 pripadnikov žandarmerije. Ko je bila Avstrija leta 1938 priključena Tretjemu rajhu, so bili financarji, ki niso ustrezali arijskim rasnim kriterijem, odpuščeni. Povojna carinska straža je dobila nove, sive uniforme,  in je od leta 1982 poznala mobilne oddelke. Že leta 1995 so nadzor nad zeleno mejo prevzeli orožniki, z vstopom Češke, Madžarske in Slovenije v Evropsko unijo pa je bila carinska straža ukinjena, njeni uslužbenci pa premeščeni na druga delovna mesta.
Čini carinske straže leta 1955 so bili:
- prov. revizor in nižji revizor
- carinski revizor
- carinski višji revizor
- carinski preglednik
- carinski višji preglednik
- carinski inšpektor
- carinski skupinski inšpektor
- carinski inšpicient
- carinski višji inšpicient
- carinski glavni inšpicient
- carinski višji inšpektor
- carinski deželni inšpektor
- carinski centralni inšpektor

Leta 1957 so stare carinsko-stražniške čine nadomestili z avstrijskimi vojaškimi čini, vendar so leta 1978 obnovili tudi mnoge inšpektorske nazive (inšpektor, revirni inšpektor, okrožni inšpektor, skupinski inšpektor, oddelčni inšpektor)